# Доній Долаць
Доній Долаць (хорв. Donji Dolac) — населений пункт у Хорватії, у Сплітсько-Далматинській жупанії у складі міста Омиш.

## Населення
Населення за даними перепису 2011 року становило 373 осіб.
Динаміка чисельності населення поселення:

## Клімат
Середня річна температура становить 11,49 °C, середня максимальна – 25,20 °C, а середня мінімальна – -1,98 °C. Середня річна кількість опадів – 898 мм.
| Клімат поселення                              | Клімат поселення | Клімат поселення | Клімат поселення | Клімат поселення | Клімат поселення | Клімат поселення | Клімат поселення | Клімат поселення | Клімат поселення | Клімат поселення | Клімат поселення | Клімат поселення | Клімат поселення |
| Показник                                      | Січ.             | Лют.             | Бер.             | Квіт.            | Трав.            | Черв.            | Лип.             | Серп.            | Вер.             | Жовт.            | Лист.            | Груд.            |                  |
| Середній максимум, °C                         | 7,58             | 7,99             | 11,10            | 14,67            | 19,38            | 23,44            | 25,20            | 25,12            | 20,58            | 16,34            | 11,32            | 8,60             |                  |
| Середня температура, °C                       | 2,79             | 3,20             | 6,32             | 9,90             | 14,60            | 18,67            | 21,08            | 20,98            | 16,44            | 12,20            | 7,18             | 4,46             |                  |
| Середній мінімум, °C                          | −1,98            | −1,57            | 1,55             | 5,10             | 9,82             | 13,88            | 16,94            | 16,86            | 12,31            | 8,07             | 3,05             | 0,31             |                  |
| Норма опадів, мм                              | 76               | 67               | 71               | 76               | 60               | 60               | 40               | 53               | 78               | 101              | 117              | 99               |                  |
| Середньомісячна швидкість вітру, м/с          | 3.36             | 3.66             | 3.64             | 3.38             | 2.98             | 2.67             | 2.64             | 2.56             | 2.94             | 3.13             | 3.76             | 3.85             |                  |
| Середньомісячна сонячна радіація, кДж/м²·день | 5549             | 8205             | 11926            | 16176            | 20003            | 22624            | 24229            | 21475            | 15927            | 10434            | 5994             | 4710             |                  |
| --------------------------------------------- | ---------------- | ---------------- | ---------------- | ---------------- | ---------------- | ---------------- | ---------------- | ---------------- | ---------------- | ---------------- | ---------------- | ---------------- | ---------------- |
| Джерело:                                      |                  |                  |                  |                  |                  |                  |                  |                  |                  |                  |                  |                  |                  |